# Hämatologie und Onkologie
Hämatologie und Onkologie ist ein Schwerpunkt in der ärztlichen Weiterbildung in Deutschland, der sich mit der Therapie von bösartigen Tumoren (Onkologie), von Blutkrebs, und von weiteren Blutkrankheiten (Hämatologie = Lehre von den Blutkrankheiten) befasst. 
Nach der deutschen Muster-Weiterbildungsordnung 2018 umfasst das Gebiet Innere Medizin die Vorbeugung, (Früh-)Erkennung, konservative und interventionelle Behandlung sowie Rehabilitation und Nachsorge der Gesundheitsstörungen einschließlich geriatrischer Krankheiten und Erkrankungen der Atmungsorgane, des Herzens und Kreislaufs, der Verdauungsorgane, der Nieren und ableitenden Harnwege, des Blutes und der blutbildenden Organe, des Gefäßsystems, des Stoffwechsels und der inneren Sekretion, des Immunsystems, des Stütz- und Bindegewebes, der Infektionskrankheiten und Vergiftungen sowie der soliden Tumoren und der hämatologischen Neoplasien. Das Gebiet umfasst auch die Gesundheitsförderung und die Betreuung unter Berücksichtigung der somatischen, psychischen und sozialen Wechselwirkungen und die interdisziplinäre Koordination der an der gesundheitlichen Betreuung beteiligten Personen und Institutionen.
Als Mindestanforderungen zum Erlangen der Facharzt-Bezeichnung Innere Medizin und Hämatologie und Onkologie werden genannt:
72 Monate im Gebiet Innere Medizin an zugelassenen Weiterbildungsstätten, davon müssen abgeleistet werden:
- 36 Monate in Innerer Medizin und Hämatologie und Onkologie, davon
  - 24 Monate in der stationären Patientenversorgung,
- 24 Monate in mindestens zwei anderen Facharztkompetenzen des Gebiets Innere Medizin,
- 6 Monate in der Notfallaufnahme,
- 6 Monate in der Intensivmedizin.

Inhalte der Facharzt-Weiterbildungen im Gebiet Innere Medizin / Facharzt/Fachärztin für Innere Medizin und Hämatologie und Onkologie sind in der Muster-Weiterbildungsordnung festgeschrieben.